# اچ‌ام‌اس توربی (ان۷۹)
اچ‌ام‌اس توربی (ان۷۹) (به انگلیسی: HMS Torbay (N79)) یک زیردریایی بود که طول آن ۲۷۵ فوت (۸۴ متر) بود. این زیردریایی در سال ۱۹۴۰ ساخته شد.